# La valanga (film 1923)
La valanga o Fra nevi e tormente (Die Lawine) è un film muto del 1923 diretto da Michael Kertesz, un regista ungherese che sarebbe poi emigrato a Hollywood, diventando internazionalmente famoso con il nome americanizzato di Michael Curtiz. Anche il protagonista maschile, Michael Varkonyi, sarebbe partito per gli Stati Uniti, dove avrebbe continuato la sua carriera di attore con il nome di Victor Varconi.
Il film fu l'esordio sullo schermo di Mary Kid (1901-1988), un'attrice nata ad Amburgo che iniziò la sua carriera cinematografica a Vienna, con la Sascha Film, la casa di produzione fondata da Alexander Kolowrat.

## Trama
George promette alla madre morente di tornare dalla moglie Nora. A quel momento si guadagna da vivere come maestro di sci e diventa lui stesso un famoso sciatore. Ma la giovane amante Kitty non può dimenticarlo e, contro ogni aspettativa, si presenta nel villaggio alpino in cui George vive.

## Produzione
Il film fu prodotto da Arnold Pressburger e Alexander Graf Kolowrat per la Sascha Film-Industrie AG (Wien).

## Distribuzione
Il film fu presentato in prima all'Eos-Kino di Vienna il 16 ottobre 1923. In Portogallo, il film fu distribuito il 2 marzo 1925; in Giappone nel 1928 con il titolo inglese The Children of the Storm.